# Crotalaria subsessilis
Crotalaria subsessilis är en ärtväxtart som beskrevs av Hermann August Theodor Harms. Crotalaria subsessilis ingår i släktet sunnhampor, och familjen ärtväxter. Inga underarter finns listade i Catalogue of Life.